# Guty (Wieliczki)
Guty (deutsch Gutten) ist ein Dorf in der polnischen Woiwodschaft Ermland-Masuren und gehört zur Landgemeinde Wieliczki (Wielitzken, 1938 bis 1945 Wallenrode) im Powiat Olecki (Kreis Oletzko, 1933 bis 1945 Kreis Treuburg).

## Geographische Lage
Guty liegt im Osten der Woiwodschaft Ermland-Masuren, 15 Kilometer südlich der Kreisstadt Olecko (Marggrabowa, umgangssprachlich auch Oletzko, 1928 bis 1945 Treuburg).

## Geschichte
Das seinerzeit Gutteck und seit vor 1785 Guty genannte Dorf mit Gut wurde 1567 gegründet. Die Landgemeinde und der Gutsbezirk Gutten wurde 1874 in den neu errichteten Amtsbezirk Nordenthal (polnisch Nory) eingegliedert. Ab 1938 „Amtsbezirk Nordental“ geschrieben war er Teil des Kreises Oletzko (1933 bis 1945: Kreis Treuburg) im Regierungsbezirk Gumbinnen der preußischen Provinz Ostpreußen.
Noch vor 1908 wurde der Gutsbezirk Gutten mit der Landgemeinde zur „Landgemeinde Gutten“ vereinigt. Die Einwohnerzahl belief sich im Jahre 1910 auf 191, stieg bis 1933 auf 206 und betrug 1939 noch 183.
Aufgrund der Bestimmungen des Versailler Vertrags stimmte die Bevölkerung im Abstimmungsgebiet Allenstein, zu dem Gutten gehörte, am 11. Juli 1920 über die weitere staatliche Zugehörigkeit zu Ostpreußen (und damit zu Deutschland) oder den Anschluss an Polen ab. In Gutten stimmten 127 Einwohner für den Verbleib bei Ostpreußen, auf Polen entfiel keine Stimme.
In Kriegsfolge kam Gutten 1945 mit dem gesamten südlichen Ostpreußen zu Polen und erhielt die polnische Namensform „Guty“. Heute ist der Ort Sitz eines Schulzenamtes (polnisch sołectwo) und als solcher eine Ortschaft im Verbund der Landgemeinde Wieliczki (Wielitzken, 1938 bis 1945 Wallenrode) im Powiat Olecki (Kreis Oletzko, 1933 bis 1945 Kreis Treuburg), vor 1998 der Woiwodschaft Suwałki, seither der Woiwodschaft Ermland-Masuren zugehörig.

## Religionen
Vor 1945 war Gutten in die evangelische Kirche Wielitzken in der Kirchenprovinz Ostpreußen der Kirche der Altpreußischen Union und in die katholische Pfarrkirche Marggrabowa (Treuburg) im Bistum Ermland eingepfarrt.
Heute gehört Guty katholischerseits zur Pfarrei Wieliczki im Bistum Ełk der Römisch-katholischen Kirche in Polen. Die evangelischen Einwohner orientieren sich zu den Kirchen in Ełk (Lyck) bzw. Suwałki in der Diözese Masuren der Evangelisch-Augsburgischen Kirche in Polen.

## Verkehr
Guty liegt verkehrsmäßig günstig in der Nähe der beiden bedeutenden Landesstraßen DK 16 und DK 65 (einstige deutsche Reichsstraße 132) sowie der Woiwodschaftsstraße DW 655.
Die nächste Bahnstation ist Kijewo (Kiöwen) an der einstigen Bahnstrecke Lyck–Insterburg (polnisch Ełk–Tschernjachowsk), die allerdings nur noch im Abschnitt Ełk–Olecko sporadisch und im Güterverkehr befahren wird.